# Красная Поляна (Воронежская область)
Кра́сная Поля́на — хутор в Репьёвском районе Воронежской области Российской Федерации.
Входит в состав Россошанского сельского поселения.

## Население
| 2010 |
| ---- |
| 9    |

## Улицы
На хуторе имеется одна улица — Песчаная.